# Ла-Лома-де-Фалкон (Техас)
Ла-Лома-де-Фалкон (англ. La Loma de Falcon) — переписна місцевість (CDP) в США, в окрузі Старр штату Техас. Населення — 72 особи (2020).

## Географія
Ла-Лома-де-Фалкон розташована за координатами 26°32′13″ пн. ш. 99°5′45″ зх. д. / 26.53694° пн. ш. 99.09583° зх. д. (26.536833, -99.095959).  За даними Бюро перепису населення США в 2010 році переписна місцевість мала площу 0,22 км², уся площа — суходіл.

## Демографія
Згідно з переписом 2010 року, у переписній місцевості мешкало 95 осіб у 30 домогосподарствах у складі 26 родин. Густота населення становила 428 осіб/км².  Було 37 помешкань (167/км²).
Расовий склад населення:
| - 100,0 % — білих |

До двох чи більше рас належало 0,0 %. Частка іспаномовних становила 95,8 % від усіх жителів.
За віковим діапазоном населення розподілялося таким чином: 24,2 % — особи молодші 18 років, 66,3 % — особи у віці 18—64 років, 9,5 % — особи у віці 65 років та старші. Медіана віку мешканця становила 31,5 року. На 100 осіб жіночої статі у переписній місцевості припадало 75,9 чоловіків;  на 100 жінок у віці від 18 років та старших — 60,0 чоловіків також старших 18 років.
За межею бідності перебувало 80,0 % осіб, у тому числі 100,0 % дітей у віці до 18 років та 100,0 % осіб у віці 65 років та старших.
Цивільне працевлаштоване населення становило 19 осіб. Основні галузі зайнятості: публічна адміністрація — 63,2 %, освіта, охорона здоров'я та соціальна допомога — 36,8 %.